# センタープラザ

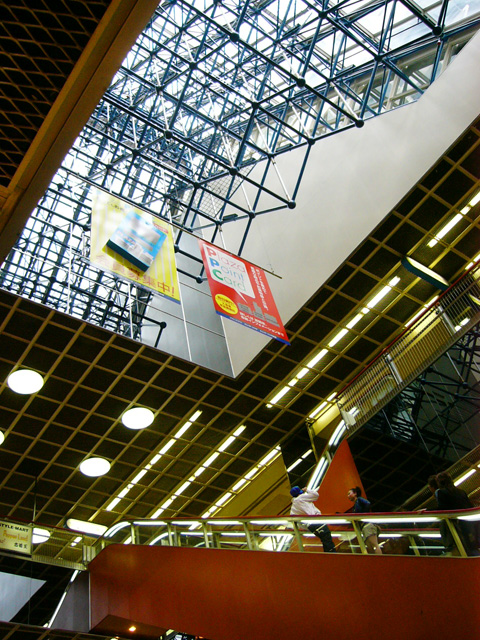
センタープラザ（内部）

センタープラザ（Center Plaza）は、兵庫県神戸市中央区三宮町にある複合商業施設。1975年（昭和50年）に開業した施設である。

## 概要
「センタープラザ」と「センタープラザ西館」に分かれており、両施設とも三宮センター街に面し、センタープラザはさんプラザの西に隣接し、地下部分はさんちかなど他の地下街を、また、2階部分は、神戸マルイを通じて「三宮駅」と連結している。
歴史的経緯・地理的要因（センタープラザとさんプラザは、同じ三宮町1丁目に位置しているが、センタープラザ西館は、三宮町2丁目に位置している。）により、両者の雰囲気はかなり異なる。センタープラザは、センタープラザ西館よりもむしろ、さんプラザと雰囲気は近い。

### センタープラザ
「センタープラザ」は、低層部のファッション・グルメ関連の商業ゾーンと7階から18階までのオフィスゾーン、19階は中国料理の「東天紅」で構成されている。
2006年2月5日には、1階部分に、三宮地区の情報を網羅した「三宮インフォメーションギャラリー」が設置された。

### 三宮シネフェニックス
三宮シネフェニックス（さんのみやシネフェニックス）は、センタープラザ東館の6階に存在していた映画館。
開業のきっかけは1995年1月17日に発生した阪神・淡路大震災である。この影響により神戸市内にあった映画館の大半は壊滅し、営業停止を余儀なくされた。その中の一つであった神戸国際松竹（1999年4月29日に再オープン）の代替劇場として同年12月23日にオープンした（「三宮東映」が全壊したことから、東映の子会社がオープンさせた）。
当初は東映系列の会社が運営し、主に松竹・東急系の作品を多く上映していた。しかし1998年4月よりオーエスに経営譲渡され、館名を「OSシネフェニックス」とする。それ以降はオーエスと関わりの深い東宝洋画系の作品をメインに上映していたが、109シネマズHAT神戸、OSシネマズミント神戸の開業などによる映画館再編に伴い、2006年9月1日よりセンタープラザ東館内に本社を持つ都商事ホールディングス（フロアのオーナー会社）に経営譲渡され、館名が「三宮シネフェニックス」に戻った。
経営譲渡後は三宮東映（2006年8月31日閉館）から東映系の作品上映を引き継ぐ一方、ミニシアター向きの作品も多く上映していたが、赤字が続いたことで3D映画上映設備の投資が困難になったこともあり2011年5月8日をもって閉館した。
なお同劇場で使用していた映写機のひとつは福島県の白河市文化センターに寄贈された。運営会社の都商事ホールディングスは同劇場閉館後、「フェニックスプロジェクト」を立ち上げ、閉館2ヵ月前に発生した東日本大震災の主要被災地となった東北地方を中心にボランティア上映活動を行っている。
座席数
- シネマ1：230席（サラウンドEX対応）
- シネマ2：230席
- シネマ3：140席

### センタープラザ西館
「センタープラザ西館」は近年、アニメ・マンガ・ゲーム関係の店舗が多く入居しており(センタープラザにもごく少数であるが入居している)、いわゆるオタク街の一つとして認識されているが、「オタク街」と言っても秋葉原や日本橋のように街全体にオタク系の店が散らばっているわけではなく、一つの建築物にそれらの店舗が集積している形態の「オタク街」であり、形態としては中野ブロードウェイに近い。とは言え、そういった関連の店舗はほぼ2階と3階に集中しており、地下1階と1階には飲食店やブティックなどの一般的な店が並んでいる。なお、近年はセンタープラザ本館へ移転する例が相次いている。
地階には、センタープラザ西館ができる以前に当地にあった公設市場「三宮市場」を引き継いだ「元公設三宮市場」が入居していた。一時期、地元家電量販店の星電社の本社が上層階に入居していた時期もあった。
なお、センタープラザ西館に、同館とさんプラザ・センタープラザ館の4階と5階に、それぞれ位置して相互接続している駐車場の入口がある。地上とはエレベーターで入出場する仕組みとなっている。

## 建築概要
センタープラザ
- 敷地面積 - 約6,037m²
- 建築面積 - 約5,987m²
- 延床面積 - 約57,528m²
- 構造・規模 - SRC造、地下2階地上19階建
- 高さ - 90.1m
- 所在地 - 神戸市中央区三宮町1丁目17番地の4

センタープラザ西館
- 敷地面積 - 約3,766m²
- 建築面積 - 約3,680m²
- 延床面積 - 約33,107m²
- 構造・規模 - SRC造、地下2階地上8階建
- 所在地 - 神戸市中央区三宮町2丁目1番地の5

備考
センタープラザとセンタープラザ西館は地下1層と、地上4層が連結する。

## 交通アクセス
- 三ノ宮駅（JR）
- 三宮駅・神戸三宮駅（阪急・阪神・地下鉄西神・山手線・ポートライナー）
- 元町駅（JR・阪神）
- 三宮・花時計前駅（地下鉄海岸線）